# Закаспийская гипермнестра
Закаспийская гипермнестра или Гипермнестра солнечная (лат. Hypermnestra helios) — вид бабочек из подсемейства Parnassiinae в составе семейства Парусники. Единственный представитель рода Hypermnestra. Родовое название дано в честь Гипермнестры, в древнегреческой мифологии пятидесятой дочери царя Даная.

## Описание
Размах крыльев бабочки 45—50 мм. Основной фон крыльев бледно-жёлтый. Вершины передних крыльев и наружный край задних окрашены в серовато-чёрный цвет. Посередине переднего крыла находятся чёрные пятна, в центре которых — красные точки.

## Ареал и время лёта
Обитает в Иране, Афганистане, Пакистане, Туркменистане, Кыргызстане, Таджикистане и Узбекистане. Распространена в долинах рек, по берегам водоёмов, в долинах с зарослями кустарника и лесах, в полупустынях, и более засушливых предгорьях. Бабочки летают в места обитания в апреле — мае. За год развивается одно поколение.

## Жизненный цикл
Гусеница светло-зелёная с жёлтыми полосками, кормится на травах.
Гусеницы питаются на парнолистниковых (Zygophyllaceae), многолетних растения семейства рутовых, в том числе: Zanthoxylum atriplicoides, Z. gontsharovi, Z. portulacoides, Z. fabago, Z. turcomanicum, Z. oxianum, and Z. macrophyllum.